# Puente Aldao
El puente Aldao es un puente ubicado en la ciudad de Calabozo que cruza el Río Guárico. El Ministerio de Obras Públicas (MOP) culminó la construcción del Puente Coronel Pedro Aldao sobre el Río Guárico, ubicado en la carretera que conecta Calabozo con San Fernando, en el estado Guárico. La inauguración de esta importante obra de infraestructura tuvo lugar el 24 de julio. Este puente, que posee una estructura metálica, se extiende por una longitud de 148.30 metros y cuenta con un ancho libre de 7 metros, facilitando el tránsito vehicular y mejorando la conexión entre las mencionadas localidades.
Para la construcción del puente, se utilizaron 317 toneladas de acero estructural, materiales que fueron suministrados por la U.S. Steel Export Co., una reconocida empresa en el ámbito de la producción y exportación de acero. La ejecución de esta obra estuvo a cargo del ingeniero Ángel Graterol Tellería, quien lideró el proyecto y aseguró su finalización exitosa.
El Puente Coronel Pedro Aldao no solo representa un avance significativo en la infraestructura vial de la región, sino que también refleja los esfuerzos del Ministerio de Obras Públicas por mejorar las vías de comunicación y fomentar el desarrollo regional. Su estructura robusta y diseño ingenioso garantizan durabilidad y eficiencia, permitiendo un flujo continuo y seguro de vehículos y personas a través del Río Guárico.